# Energía renovable en los Estados Unidos

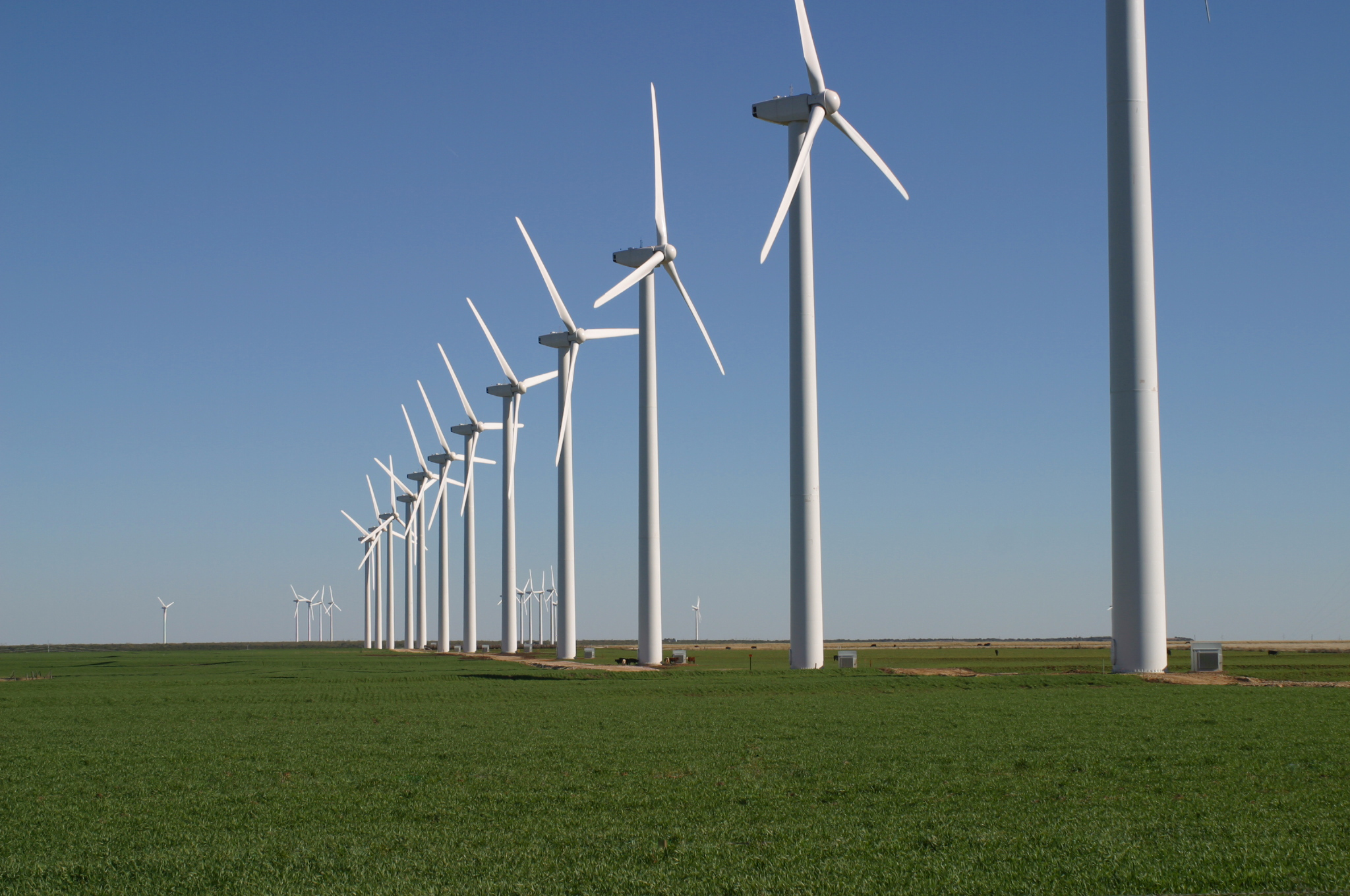
Parque eólico de Brazos en Texas.

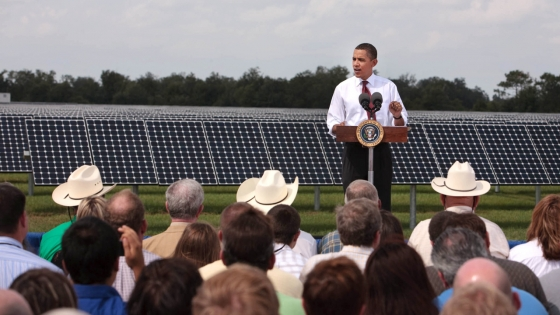
El Presidente Barack Obama habla en el Centro de Energía Solar de Nueva Generación DeSoto.

La energía renovable en los Estados Unidos representó el 14,3 por ciento de la electricidad producida en el país en los primeros seis meses de 2011. La energía hidroeléctrica es el mayor productor de energía renovable en los Estados Unidos. En 2009, EE. UU. fue el mayor productor mundial de electricidad renovable procedente de fuentes geotérmicas, solares y eólicas (electricidad que se utiliza, entre otras cosas, para mover los vehículos eléctricos), y solo por detrás de China en la producción total de energía renovable.
La capacidad instalada en EE. UU. de energía eólica supera ya los 43.460 MW y suministra el 3% de la electricidad del país. Texas, está firmemente establecida como el líder en el desarrollo de energía eólica, seguido por Iowa y California.
Desde que EE. UU. fue pionero en tecnología con la Solar One, se han construido varias estaciones de energía solar térmica. La mayor de estas centrales térmicas solares es el Grupo de plantas SEGS en el desierto de Mojave, con una capacidad total de generación de 354 MW, por lo que se ha convertido el sistema en la mayor planta solar de cualquier tipo en el mundo. La mayor planta de energía fotovoltaica en América del Norte es de 48 MW, la Instalación Solar de la Montaña de Cobre en Boulder City (Nevada).
Los Geyseres del norte de California son el mayor complejo de producción de energía geotérmica del mundo. 
El desarrollo de las energías renovables y la eficiencia energética supone "una nueva era de exploración energética" en los Estados Unidos, según el presidente Barack Obama. En un Discurso Conjunto al Congreso  el 24 de febrero de 2009, el presidente Obama hizo un llamamiento para duplicar las energías renovables en los próximos tres años.   En su Discurso del Estado de la Unión de 2012, el presidente Barack Obama reiteró su compromiso con las energías renovables y se refirió a la misión de larga duración del Departamento del Interior para permitir los 10.000 MW de proyectos de energías renovables en tierras públicas en 2012.